# James Glimm
James Gilbert Glimm (Peoria, 24 marzo 1934) è un matematico statunitense noto per i suoi contributi alla matematica pura, applicata e alla fisica matematica.
È stato anche presidente dell'American Mathematical Society nel biennio 2007-2008.

## Biografia
James Glinn è nato nella città di Peoria in Illinois nel 1934. Studiò alla Columbia University di New York, dove ha conseguito il bachelor in ingegneria nel 1956 e il PhD in matematica nel 1959, sotto la supervisione di Richard Kadison.
Dopo un breve periodo presso l'Institute for Advanced Study di Princeton, divenne assistente professore e poi professore presso il MIT di Boston nel 1960, trasferendosi nel 1968 al Courant Institute della New York University, nel 1974 alla Rockefeller University, di nuovo alla New York University nel 1982 e infine nel 1989 alla Stony Brook University, sempre a New York, come capo del Dipartimento di Matematica Applicata e Statistica.

## Ricerche
James Glimm è noto per i contributi alle C*-algebre, alla teoria quantistica dei campi e meccanica statistica quantistica (dove assieme ad Arthur Jaffe ha fondato la branca delle teoria quantistiche dei campi costruttivi), alle equazioni differenziali alle derivate parziali, alla fluidodinamica computazionale e anche alla modellazione dei giacimenti petroliferi. I suoi primi lavori sulla teoria delle algebre degli operatori furono seminali, e oggi le "Algebre di Glimm" che portano il suo nome continuano a svolgere un ruolo importante in quest'area di ricerca.

## Premi e riconoscimenti
James Glimm è stato relatore invitato al Congresso internazionale dei matematici del 1970 a Nizza e relatore plenario a quello del 1974 a Vancouver. Assieme al suo collaboratore Arthur Jaffe, nel 1980 ha ricevuto il Premio Dannie Heineman per la fisica matematica, per il loro lavoro sulle teorie quantistiche dei campi costruttive.  Nel 1984 è stato eletto membro della National Academy of Science e nel 1993 ha ricevuto il Premio Leroy P. Steele dell'AMS per il suo lavoro sulla risoluzione di sistemi iperbolici di equazioni differenziali alle derivate parziali. Nel 2002 gli è stata conferita la National Medal of Science, consegnatagli di persona dal presidente George W. Bush il 6 novembre 2003.
A partire dal 1º gennaio 2007, è stato per 2 anni presidente dell'American Mathematical Society, e nel 2012 ne è stato nominato fellow.